# Uładzimir Kaściukou
Uładzimir Wiktarawicz Kaściukou, biał. Уладзiмiр Віктаравіч Касцюкоў, ros. Владимир Викторович Костюков, Władimir Wiktorowicz Kostiukow (ur. 14 października 1954 w Sudaku, Ukraińska SRR, zm. 17 grudnia 2015) – białoruski piłkarz, grający na pozycji obrońcy lub pomocnika, trener piłkarski.

## Kariera piłkarska

### Kariera klubowa
W 1972 roku rozpoczął karierę piłkarską w drużynie Dniapro Mohylew. Potem występował w klubach SKA Mińsk, Burawiesnik Mińsk i Tarpeda Mohylew. W 1983 po raz kolejny wrócił do Dniapra Mohylew, gdzie zakończył karierę w roku 1986.

## Kariera trenerska
Karierę szkoleniowca rozpoczął w 1986 roku. Pracował w klubie Dniapro Mohylew na różnych stanowiskach. Wiele razy pełnił funkcje głównego trenera Dniapra Mohylew (1995, 2003, 2006, 2013).

## Sukcesy i odznaczenia

### Sukcesy piłkarskie
- mistrz Białoruskiej SRR: 1982
- brązowy medalista mistrzostw Białoruskiej SRR: 1974, 1976